# Unión Española
A Unión Española é um clube de futebol profissional localizado na cidade de Santiago, Chile. Foi fundado no dia 18 de maio de 1897 por um grupo de espanhóis que residiam no Chile e é o segundo clube de futebol profissional mais antigo do país, o praticando desde 1918, sete vezes campeão chileno e vice-campeão da Copa Libertadores da América de 1975.
Desde maio de 2008, o clube é administrado pela Universidad Internacional SEK Chile.

## História
Em seus primeiros anos de atividade futebolística formou parte da Asociación de Fútbol de Santiago. Em 1933, foi um dos oito clubes fundadores da Liga Profesional de Fútbol, antecessora da Primera División Chilena. Desde então, a Unión Española é o segundo clube com mais participações nos torneios de primeira divisão, nos quais atualmente milita, só perdendo para o Colo-Colo.
É a quinta agremiação com mais títulos de campeonato nacional (sete títulos). Completando sua sala de troféus com duas Copas Chile, três Liguillas Pré-Libertadores e um campeonato da segunda divisão. É também uma das quatro equipes chilenas que já disputou uma final da Copa Libertadores da América (em 1975, contra o Independiente).
Manda os seus jogos no Estadio Santa Laura-Universidad SEK, localizado no bairro de Independencia. O estádio possui uma capacidade de aproximadamente 20 000 espectadores. Vale destacar que a Unión Española é, junto com o Colo-Colo, Huachipato e Universidad Católica, um dos quatro clubes chilenos relevantes que possuem estádio próprio.
Atualmente, o clube conta com uma seção filial de futebol feminino que desde 2008 joga a primeira divisão de futebol feminino do Chile.

## Rivalidades
Seus rivais tradicionais são o Audax Italiano e o Palestino, clubes com que disputa os denominados Clássicos das Colônias.

## Jogadores históricos
- José Luis Sierra
- Mario Soto

## Treinadores históricos
- Nelson Acosta
- Martín Palermo
- José Luis Sierra

## Títulos
| NACIONAIS | NACIONAIS                        | NACIONAIS | NACIONAIS                                   |
|           | Competição                       | Títulos   | Temporadas                                  |
| --------- | -------------------------------- | --------- | ------------------------------------------- |
|           | Campeonato Chileno               | 7         | 1943, 1951, 1973, 1975, 1977, 2005-A e 2013 |
|           | Copa Chile                       | 2         | 1992 e 1993                                 |
|           | Supercopa do Chile               | 1         | 2013                                        |
|           | Campeonato de Apertura           | 1         | 1947                                        |
|           | Campeonato Chileno da 2ª Divisão | 1         | 1999                                        |

## Estatísticas
Participações
| Competição         | Competição                    | Temporadas              | Melhor campanha     | Estreia | Última |
| Chile              | Campeonato Chileno de Futebol | 91                      | Campeão (7 vezes)   | 1933    | 2025   |
| Chile              | Segunda Divisão               | 2                       | Campeão (1999)      | 1998    | 1999   |
| Chile              | Copa Chile                    | 43                      | Campeão (2 vezes)   | 1958    | 2025   |
| Chile              | Supercopa do Chile            | 1                       | Campeão (2013)      | 2013    | 2013   |
|                    | Copa Libertadores da América  | 13                      | Vice-campeão (1975) | 1971    | 2017   |
| Copa Sul-Americana | 5                             | Oitavas de final (2009) | 2009                | 2025    |        |

|  | Participações em 2025 |

## Sedes e estádios
O Estádio Santa Laura, que pertence a Imobiliária Unión Española, é o local onde a Unión Española manda suas partidas de futebol. Localizado em Santiago, capital do Chile, foi inaugurado em 12 de novembro de 1922, e tem capacidade para 20.000 torcedores.